# ماريا فوس
ماريا فوس (بالهولندية: Maria Vos)‏ هي رسامة هولندية، ولدت في 21 ديسمبر 1824 في أمستردام في هولندا، وتوفيت في 11 يناير 1906 في Oosterbeek ‏ في هولندا.

## معرض صور

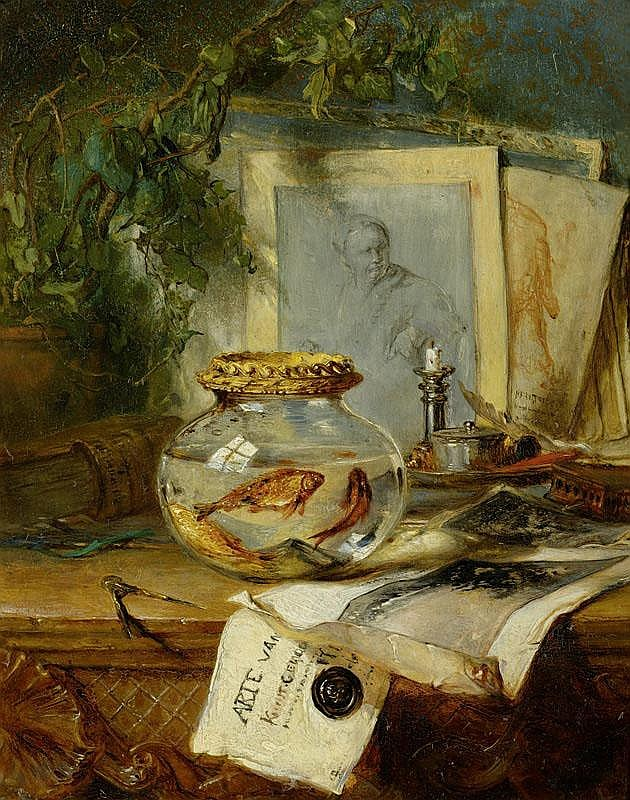
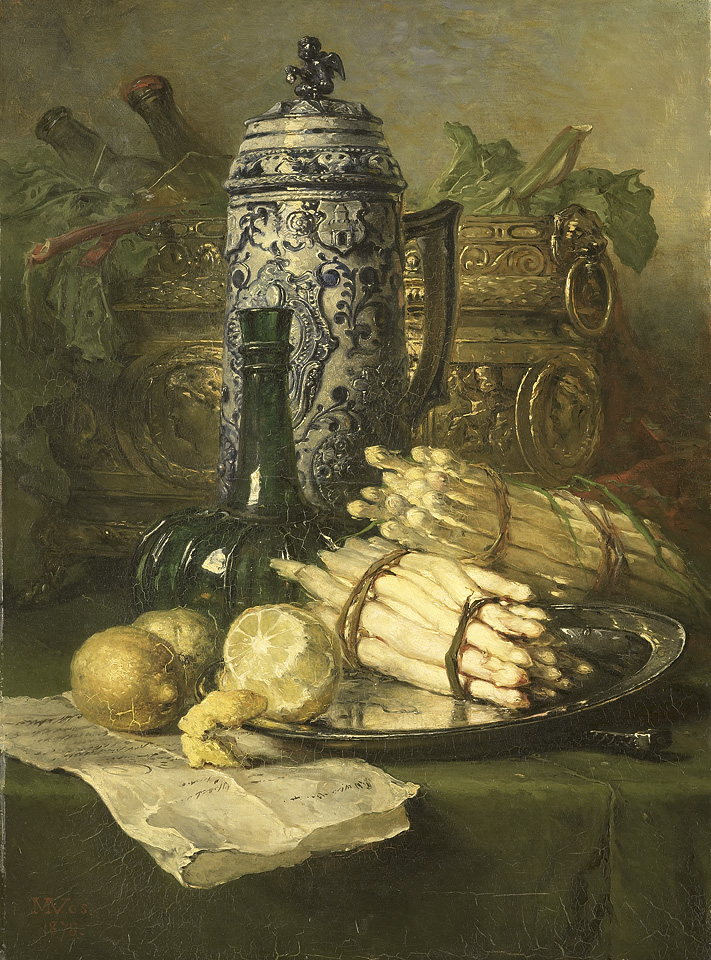
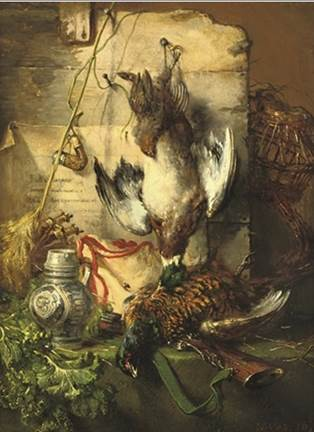